# مشتری (سیاره)
مُشتَری یا هُرمُز(که به نام‌های بِرجیس، اورمزد، زاوش، ژوپیتر نیز شناخته می‌شود)، بزرگ‌ترین سیاره در منظومهٔ شمسی است. این سیارهٔ غول گازی با جرم یک‌هزارم خورشید است، ولی جرمی دو و نیم برابر تمامی دیگر سیاره‌های منظومهٔ شمسی دارد و دومین جسم در منظومهٔ شمسی بر پایهٔ جرم و حجم است. از نظر دوری از خورشید، مشتری پنجمین سیاره پس از تیر، ناهید، زمین و بهرام است. این سیاره یک سیاره گازی است که از هیدروژن و هلیم تشکیل شده است و هیچ سطح جامدی ندارد. مشتری دارای چندین حلقه و چندین قمر است.

## نگاه کلی
در یک نگاه کوتاه، مشتری (هُرمُز) چهارمین جسم درخشان در آسمان پس از خورشید، ماه و زهره است. اگرچه گهگاه مریخ (بهرام) درخشان‌تر به‌نظر می‌آید. به کمک دوربین دوچشمی برخی از قمرهای مشتری نیز قابل دیدن می‌باشند.
جرم مشتری ۲٫۵ بار از مجموع جرم دیگر سیاره‌های منظومهٔ شمسی بیشتر است. جرم مشتری ۳۱۸ بار بیشتر از جرم زمین است. قطر آن ۱۱ برابر قطر زمین است. مشتری می‌تواند ۱٬۳۰۰ زمین را در خود جای دهد. میانگین دوری آن از خورشید در حدود ۷۷۸ میلیون و ۵۰۰ هزار کیلومتر است یعنی بیشتر از ۵ برابر دوری زمین از خورشید. ستاره‌شناسان با تلسکوپ‌های برپاشده در زمین و ماهواره‌هایی که در مدار زمین می‌گردند به بررسی مشتری می‌پردازند. ایالات متحده تا کنون ۶ فضاپیمای بدون سرنشین را به مشتری فرستاده است.
در ژوئیهٔ ۱۹۹۴، هنگامی که ۲۱ تکه از دنباله‌دار شومیکر-لوی ۹ با هواکرهٔ مشتری برخورد کرد، ستاره‌شناسان شاهد رویدادی بسیار تماشایی بودند. این برخورد برانگیزاننده انفجارهای سهمناکی شد که پاره‌ای از آن‌ها قطری بزرگ‌تر از قطر زمین داشتند.

## ویژگی‌های فیزیکی

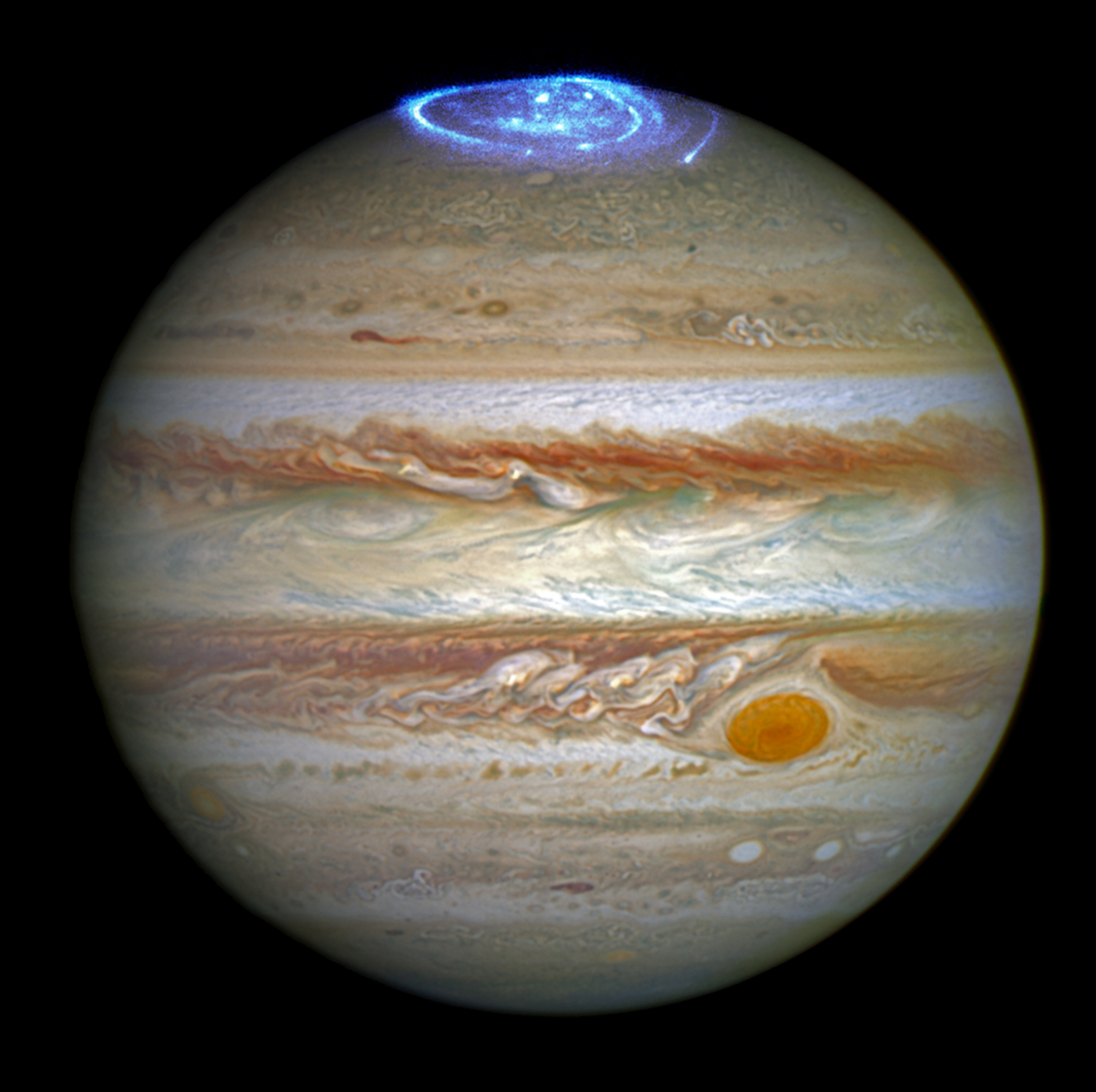
ثبت شفق قطبی زنده در جو مشتری توسط تلسکوپ هابل ناسا در ۲۰۱۶. شفق‌های قطبی در طول یک سری رصدهای طیف‌نگار تصویربرداری تلسکوپ فضایی هابل از نور فرابنفش دور که فضاپیمای جونو ناسا نزدیک می‌شود و وارد مدار مشتری می‌شود، عکس‌برداری شده است.

جرم مشتری به تنهایی ۲٫۵ برابر جرم تمام سیاره‌های دیگر در منظومهٔ خورشیدی است. نسبت جرم این سیاره به اندازه‌ای است که مرکز سنگینی سراسری آن با خورشید بالاتر از سطح خورشید، در ۱٬۰۶۸ برابر شعاع خورشید (فاصله از مرکز خورشید) قرار می‌گیرد. حجم مشتری ۱٬۳۲۱ برابر حجم زمین و جرم آن تنها ۳۱۸٫۵ برابر زمین است. این نسبت، زمین را به‌طور قابل توجهی متراکم‌تر از مشتری نشان می‌دهد. شعاع مشتری حدود یک‌دهم شعاع خورشید است و جرم آن ۰٫۰۰۱ برابر جرم خورشید است، بنابراین چگالی این دو با هم مشابه است.

## مدار و چرخش

مشتری یک بار مدار کامل خود بر گرد خورشید (مرکز) را در هر ۱۱٫۸۶ سال زمینی (آبی) می‌پیماید

مشتری در یک مدار کم‌وبیش بیضی شکل به دور خورشید می‌چرخد. هر دور، نزدیک به ۱۲ سال زمینی به درازا می‌کشد. همچنان که سیاره به دور خورشید می‌گردد، به دور محورٍ فرضی خود نیز می‌گردد. چرخش مشتری به دور خود تندتر از هر سیاره دیگری در منظومه شمسی است. تنها ۹ ساعت و ۵۶ دقیقه نیاز است تا مشتری یک بار به دور خود بچرخد.
برای اندازه‌گیری تندی گردش سیاره‌های گازی به دور خود، دانشمندان ناگزیرند از روش‌های غیر مستقیم استفاده کنند. آن‌ها نخست سرعت میانگین چرخش ابرهای قابل مشاهده را اندازه‌گیری می‌کنند. مشتری به اندازه نیاز امواج رادیویی می‌فرستد که به وسیله رادیو تلسکوپ‌های زمینی دریافت شود. هم‌اکنون دانشمندان از اندازه امواج برای سنجش سرعت چرخش مشتری بهره می‌برند. قدرت امواج، تحت تأثیر میدان مغناطیسی سیاره، در یک الگوی تکراری ۹ ساعت و ۵۶ دقیقه‌ای، تغییر می‌کند؛ زیرا سرچشمه میدان مغناطیسی، هسته سیاره است. این دگرگونی‌ها نشان دهنده سرعت چرخش درونی سیاره است. چرخش تند مشتری مایه برآمدگی در بخش استوا و پخی در قطب‌هایش می‌شود. قطر استوایی مشتری ۷ درصد بیشتر از قطر آن در راستای قطب‌هاست.

## جرم و چگالی

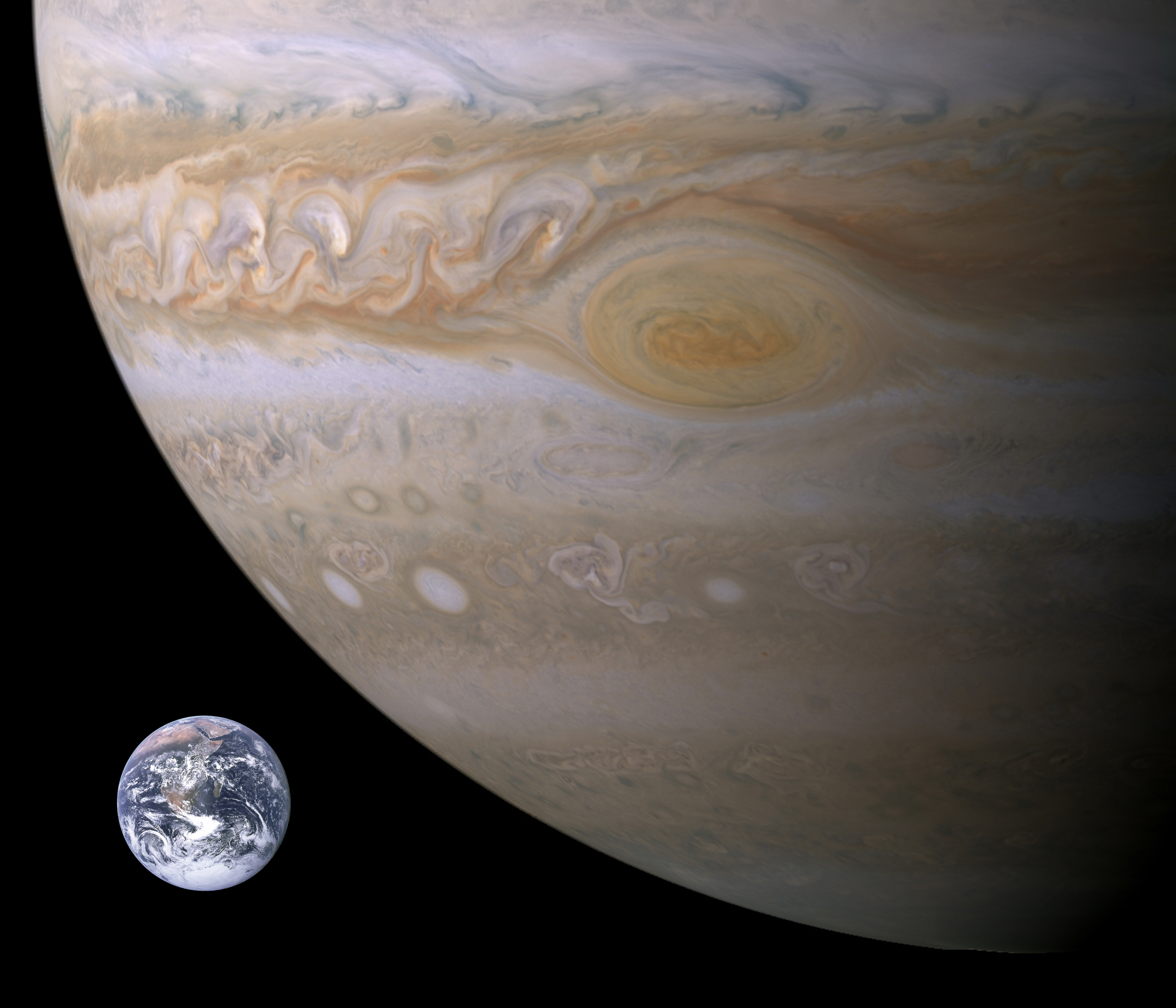
مقایسهٔ مشتری و زمین با نسبت ابعاد واقعی

مشتری از هر سیارهٔ دیگری در منظومهٔ شمسی سنگین‌تر است. جرم آن ۳۱۸ بار بیشتر از زمین است؛ ولی با این جرم زیاد، کم و بیش دارای چگالی کمی است. میانگین چگالی آن ۱٫۳ گرم در سانتی‌متر مکعب است که اندکی از چگالی آب بیشتر است. چگالی مشتری در حدود یک‌چهارم چگالی زمین است؛ زیرا بیشتر سیاره از عناصر سبک هیدروژن و هلیوم ساخته شده است. از سوی دیگر زمین بیشتر از عناصر سنگین آهنی و سنگی ساخته شده است. عناصر شیمیایی سازندهٔ مشتری بیشتر از زمین همانند ستاره‌هایی چون خورشید است. شاید مشتری دارای هسته‌ای از عناصر سنگین باشد. هسته شاید ترکیبی همانند هستهٔ زمین اما ۲۰ تا ۳۰ برابر سنگین‌تر داشته باشد.
احتمالاً هستهٔ مشتری نه چندان سفت، نسبتاً رقیق و خیلی بزرگ است.
نیروی گرانش در سطح سیاره ۲٫۴ برابر بیشتر از سطح زمین است؛ یعنی چیزی که روی زمین ۱۰۰ نیوتون وزن دارد، در روی مشتری وزنی برابر با ۲۴۰ نیوتون خواهد داشت.

## لکه سرخ بزرگ

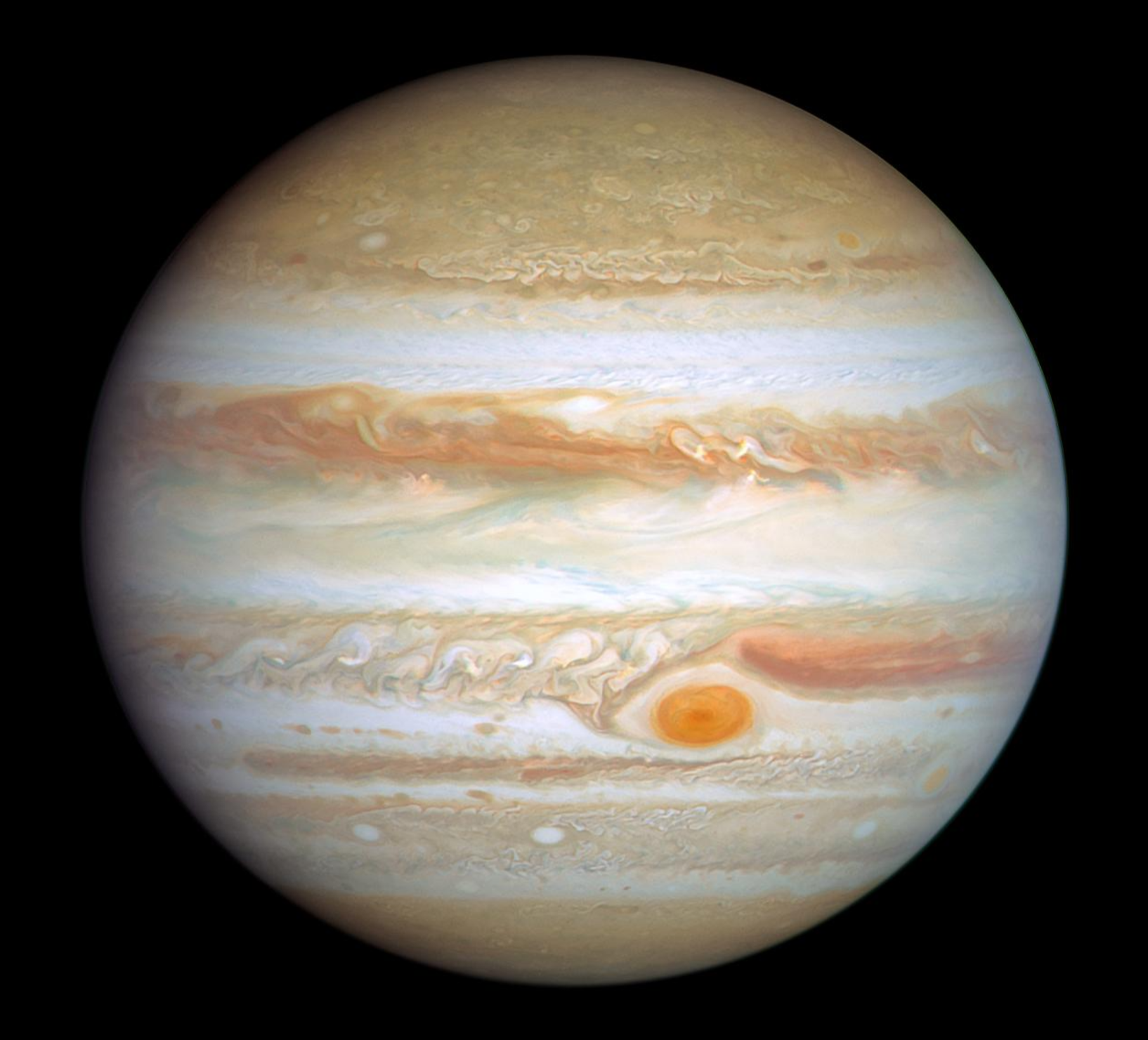
مشتری در رنگ واقعی گرفته شده توسط تلسکوپ فضایی هابل در ژانویه ۲۰۲۴ (لکه ی سرخ مشتری در قسمت راست مایل به پایین مرکز سیاره قابل مشاهده است)

بارزترین نمود سطح مشتری لکه سرخ بزرگ آن است که توده گاز چرخان، همانند گردباد است. در ۳ آوریل ۲۰۱۷ با اندازه‌گیری ۱۶٬۳۵۰ کیلومتر و عرض (۱۰٬۱۶۰ مایل)، لکه سرخ بزرگ قرمز مشتری ۱٫۳ برابر قطر زمین تخمین زده شد.
طبق تحقیقات انجام شده در سال‌های اخیر توسط ناسا این لکه در حال عمیق‌تر شدن و در نتیجه کوچکتر شدن می‌باشد.
رنگ لکه بیشتر از سرخ آجری به قهوه‌ای کمرنگ تغییر می‌کند و گاهی این لکه تماماً ناپدید می‌گردد. رنگ آن شاید برآمده از اندازه کم فسفر و گوگرد در کریستال‌های آمونیاک باشد. تندی چرخش لکه در لبه آن در حدود ۳۶۰ کیلومتر در ساعت است. این لکه در فاصله یکسانی از استوا به آرامی از شرق به غرب حرکت می‌کند. ناحیه‌ها و کمربندها و لکه بزرگ، بسیار پایدار و همانند سیستم چرخش زمین است. از زمانی که رابرت هوک در سال ۱۶۶۴ این لکه را پیدا کرد، این ویژگی‌ها تغییرات چندانی از خود نشان نداده‌اند.

## دما
دمای هوا در ابرهای بالایی مشتری در حدود ۱۴۵- درجهٔ سلسیوس است. اندازه‌گیری‌ها نشان می‌دهند که دمای مشتری با افزایش ژرفا در زیر ابرها افزایش می‌یابد. دمای هوا در سطحی که فشار اتمسفر ۱۰ برابر زمین است، به ۲۱ درجهٔ سانتی‌گراد می‌رسد.
دانشمندان می‌اندیشند که اگر مشتری دارای گونه‌ای از حیات باشد، حیات در این سطح پا خواهد گرفت. چنین حیاتی در گاز خواهد بود؛ زیرا در این سطح هیچ بخش جامدی وجود ندارد. دانشمندان تا کنون هیچ گواهی از حیات بر روی مشتری نیافته‌اند. نزدیک مرکز سیاره دما بسیار بیشتر است. دمای هسته در حدود ۲۴ هزار درجه، یعنی داغ‌تر از سطح خورشید است. ستاره‌شناسان بر این باورند که خورشید، سیارات و دیگر جرم‌های منظومهٔ شمسی از چرخش ابرهایی از گاز و غبار پا گرفته‌اند. گرانش گازی و ذرات غبار آن‌ها را به صورت ابرهای ستبر گوی مانند از مواد درآورد در حدود ۴٫۵ میلیارد سال پیش مواد به هم فشرده شدند تا اجسام بسیار منظومهٔ شمسی پدید آمدند. فشردگی مواد ایجاد گرما نمود. گرمای بسیاری هنگامی که مشتری پا گرفت ایجاد شد.

## میدان مغناطیسی

نموداری از مشتری، ساختار داخلی آن، ویژگی‌های سطحی، حلقه‌ها، و ماه‌های درونی

مشتری نیز همانند زمین و بیشتر سیاره‌ها، دارای میدان مغناطیسی است و مانند یک آهنربای بزرگ عمل می‌کند. در ماه مهٔ ۲۰۱۷ داده‌های به‌دست آمده از فضاپیمای جونو نشان دادند که قدرت میدان مغناطیسی مشتری، فراتر از برآوردهای پیشین است. شدت این میدان در نزدیک‌ترین فاصلهٔ جونو از سیاره دو برابر میزانی است که در گذشته تخمین زده می‌شد. این میدان ۱۰ بار قوی‌تر از میدان مغناطیسی زمین است. برابر اندازه‌گیری‌های گرفته شده به دست فضاپیماها، (به جز لکه‌های خورشیدی و ناحیه‌های کوچکی از سطح خورشید) میدان مغناطیسی مشتری قوی‌ترین در منظومهٔ شمسی است.
دانشمندان به‌طور کامل از چگونگی ایجاد میدان مغناطیسی آگاه نیستند، هر چند که گمان می‌برند که حرکت هیدروژن فلزی داخل هستهٔ سیارهٔ ایجاد میدان مغناطیسی می‌کند. میدان مغناطیسی مشتری بسیار نیرومندتر از میدان مغناطیسی زمین است، زیرا مشتری بسیار بزرگ‌تر و با تندی بیشتری به دور خود می‌گردد. میدان مغناطیسی مشتری الکترون‌ها و پروتون‌ها و دیگر ذرات دارای بار الکتریکی را در کمربند پرتوزا که در پیرامون سیاره قرار دارد به دام می‌اندازد. این ذرات بسیار نیرومندتر هستند به گونه‌ای که می‌توانند به ابزارهای فضاپیماهایی که نزدیک سیاره شده‌اند آسیب برساند. در درون ناحیه‌ای از فضا که مغناطیس‌سپهر نامیده می‌شود. میدان مغناطیسی مشتری همانند یک زره کار می‌کند. این زره سیاره را از بادهای خورشیدی و ذرات پر انرژی پیاپی که از خورشید می‌آیند پاسداری می‌نماید. بیشتر این ذرات الکترون‌ها و پروتون‌هایی هستند که با تندی ۵۰۰ کیلومتر در ثانیه حرکت می‌کنند. میدان، ذرات الکتریکی باردار شده را در کمربند پرتوزا به دام می‌اندازد. مرکز تله مغناطیس‌سپهر نزدیک قطب‌های میدان مغناطیسی است. در آن بخش از سیاره که از خورشید دور است مغناطیس‌سپهر به صورت دنباله‌ای سترگ در فضا کشیده می‌شود که دنباله مگنتو نامیده می‌شود. درازای این دنباله ۷۰۰ میلیون کیلومتر است. امواج رادیویی که از مشتری به رادیو تلسکوپ‌های زمینی می‌رسند نشان‌دهندهٔ دو نوع فوران‌های انرژی و تابش‌های پی‌درپی هستند. فوران‌های نیرومند هنگامی رخ می‌دهند که آیو، نزدیک‌ترین ماه مشتری و چهارمین آن‌ها از میان مرکز مغناطیسی سیاره گذر می‌کند. تابش‌های پی در پی از سطح مشتری و همچنین ذرات پر انرژی کمربند پرتوزای مشتری می‌آیند.

## جو

تصاویر ثبت شده توسط وویجر ۱ درحال نزدیک شدن به مشتری و ثبت حرکت لکهٔ سرخ بزرگ و طوفان‌های این سیاره

مشتری، گوی غول‌پیکری آمیخته از گاز و مایع است و گمان می‌رود مقداری سطح جامد هم داشته باشد. بین ۸۸ تا ۹۲ درصد این غول سیاره از عنصر هیدروژن و ۸ تا ۱۲ درصد آن از هلیوم تشکیل شده است. قطر مشتری در ناحیهٔ استوا ۱۴۲٬۹۸۴ کیلومتر است و بر اساس نظریه‌های ارائه شده این بالاترین طول قطری است که یک سیارهٔ گازی می‌تواند داشته باشد. از این پس، ورود جرم بیشتر این غول سیاره را کوچک‌تر، و فشرده‌تر می‌کند. بنابر اصل ناپایداری کلوین–هلمهولتز هم‌اکنون سالانه حدود ۲ سانتی‌متر از قطر مشتری کاسته می‌شود.
سطح سیاره از ابرهای ستبر زرد، قرمز، قهوه‌ای و سفید رنگ پوشیده شده است. بخش‌های روشن‌تر «ناحیه» و بخش‌های تاریک‌تر «کمربند» نامیده می‌شوند. کمربندها و ناحیه‌ها به موازات استوای سیاره قرار دارند. مشتری همچنین گرانش بسیار نیرومندی دارد. در سطح سیاره نسبت جرمی هیدروژن و هلیم نزدیک به ۷۱ و ۲۴ درصد و ۵ درصد دیگر مواد است.
در ماه مهٔ ۲۰۱۷ دانشمندان مسئول مأموریت فضاپیمای جونو در سازمان ملی هوانوردی و فضایی آمریکا (ناسا) اعلام کردند که توفند‌های بزرگی را در قطب‌های مشتری مشاهده کرده‌اند. این توفندها مانند توفندهای استوایی بوده و هر کدام با اندازه‌ای نزدیک به زمین، همگی همزمان در کنار هم دیده می‌شوند. این موضوع باعث به چالش کشیده شدن همهٔ فرضیه‌های مورد علاقهٔ سیاره‌شناسان در مورد چگونگی کارکرد مشتری می‌شود.
هیچ‌یک از فضاپیماهای پیشین اعزامی به مشتری هرگز از بالا یا پایین به آن نگاه نکرده بودند.
شکل این توفان‌ها متفاوت از چیزی است که در قطب‌های کیوان دیده می‌شوند. همچنین معلوم نیست که قدمت این توفان‌ها چقدر است و اینکه آیا این توفان‌ها زودتر از توفان‌های موجود در عرض‌های جغرافیایی پایین‌تر مشتری ناپدید می‌شوند؟
اتمسفر مشتری از ۸۶ درصد هیدروژن ۱۴ درصد هلیوم و مقدار ناچیزی متان، آمونیاک، فسفین، آب، استلین، اتان، ژرمانیم و کربن مونوکسید ساخته شده است. درصد هیدروژن، بر پایهٔ شمار مولکول‌های موجود در اتمسفر آن است تا جرم کلی آن‌ها.
این سیاره از لایه‌های رنگی از ابرها در ارتفاعات مختلف ساخته شده است. مرتفع‌ترین ابرهای سفید از بلورهای منجمد آمونیاک و متان ساخته شده‌اند. بخش‌های تاریک‌تر و ابرهای کم‌بلندا در کمربندها جای گرفته‌اند. پایین‌ترین سطحی را که می‌توان دید از ابرهای آبی رنگ ساخته شده است. دانشمندان امید کشف ابرهای آب‌دار را در ۷۰ کیلومتری سطح زیرین ابرهای آمونیاکی دارند. هر چند که تاکنون چنین سطحی پیدا نشده است.

## قمرها
مشتری دارای ۹۲ قمر شناخته شده است که ۱۶ ماه آن قطری بیش از ۱۰ کیلومتر دارند. چهار ماه از بزرگ‌ترین ماه‌های مشتری به ترتیب دوری از این سیاره عبارتند از: آیو، اروپا، گانیمد و کالیستو. این چهار ماهک را ماه‌های گالیله‌ای می‌نامند؛ زیرا ستاره‌شناس ایتالیایی گالیلئو گالیله آن‌ها را در سال ۱۶۱۰ به وسیلهٔ نخستین تلسکوپ پیدا کرد. در ۶ دسامبر ۱۹۹۵، فضاپیمای گالیله متعلق به ناسا به مشتری رسید و نخستین گردش خود از ۳۵ گردش دور سیاره را آغاز کرد. در بیشتر از هفت سال، این فضاپیما ۱۴٬۰۰۰ تصویر از مشتری و ماه‌ها و حلقه‌های آن گرفت. در ۲۱ سپتامبر ۲۰۰۳ فضاپیمای گالیله در یک فرود قابل کنترل قرار داده شد تا مأموریت خود را با سقوط در جو مشتری پایان دهد. افزون بر ابزارهای عکسبرداری، فضاپیما یک آشکارساز غبار بسیار حساس حمل می‌کرد که هزاران برخورد از ذرات غبار مسیر خود به سوی حلقهٔ مشتری در سال‌های ۲۰۰۲ و ۲۰۰۳ را ثبت کرد. یکی از کشف‌های جدید فضاپیمای گالیله کشف ماه تبه بود. 
آیو دارای آتشفشان‌های فعال بسیاری است. هر فوران گازی آن دارای گوگرد نیز هست. رنگ زرد نارنجی سطح آیو شاید از اندازهٔ بسیار زیاد گوگرد جامد که در سطح سیاره انباشته شده حکایت داشته باشد.
اروپا کوچک‌ترین ماه گالیله‌ای است که قطر آن برابر با ۳ هزار و ۱۳۰ کیلومتر است. اروپا دارای سطحی از یخ صاف و ترک خورده است.
بزرگ‌ترین ماه گالیله‌ای، گانیمد با قطری برابر با ۵٬۲۶۸ کیلومتر است. گانیمد بزرگ‌تر از سیارهٔ عطارد است. کالیستو با قطری برابر با ۴٬۸۰۶ کیلومتر اندکی کوچک‌تر از عطارد است. گمان می‌رود کالیستو و گانیمد از یخ و اندکی مواد سنگی ساخته شده باشند.
هر دو ماهک دارای دهانه‌های بسیاری هستند. دیگر ماهک‌های مشتری از ماهک‌های گالیله‌ای بسیار کوچکترند. آمالتئا و هیمالیا دو ماهک بزرگ بعدی هستند. امالیتا با قطری برابر با ۲۶۲ کیلومتر به شکل سیب زمینی است. قطر هیمالیا برابر با ۱۷۰ کیلومتر است. بیشتر ماه‌های به جای مانده از مشتری با تلسکوپ‌های بزرگ زمینی پیدا شده‌اند. دانشمندان متیس و آدرستا را در سال ۱۹۷۹ با بررسی نگاره‌هائی که فضاپیمای وویجر گرفته بود پیدا کردند.
تا سال ۲۰۱۷، سیاره مشتری تنها دارای ۶۷ قمر ثبت‌شده بود. در سال ۲۰۱۷ و ۲۰۱۸، چندین قمر جدید توسط اخترشناس «اسکات شپرد» به‌همراه تیمش برای این سیاره گازی شناسایی شد که تعداد کلی آن‌ها به ۷۹ رسید که کمی کمتر از ۸۳ قمر زحل بود. در سال‌های ۲۰۲۱ و ۲۰۲۲، دانشمندان موفق به شناسایی سه قمر جدید شدند. مرکز بررسی ریزسیاره‌ها در تاریخ ۲۰ ژانویه ۲۰۲۳ (۳۰ دی‌ماه ۱۴۰۱) آخرین دسته از ۱۰ قمر جدید شناسایی‌شده برای مشتری را به رسمیت شناخت تا مشتری با ۹۲ قمر دارای بیشترین تعداد قمر در منظومه شمسی باشد.

## حلقه‌های مشتری
مشتری دارای سه حلقهٔ باریک در اطراف استوای خود است. این حلقه‌ها بسیار کم‌نورتر از حلقه‌های کیوان هستند. به نظر می‌آید حلقه‌های مشتری بیشتر از ذرات ریز غبار ساخته شده باشند. حلقهٔ اصلی در حدود ۳۰ کیلومتر ضخامت و بیشتر از ۶٬۴۰۰ کیلومتر پهنا دارد. مدار آمالتئا درون حلقه جای گرفته است.

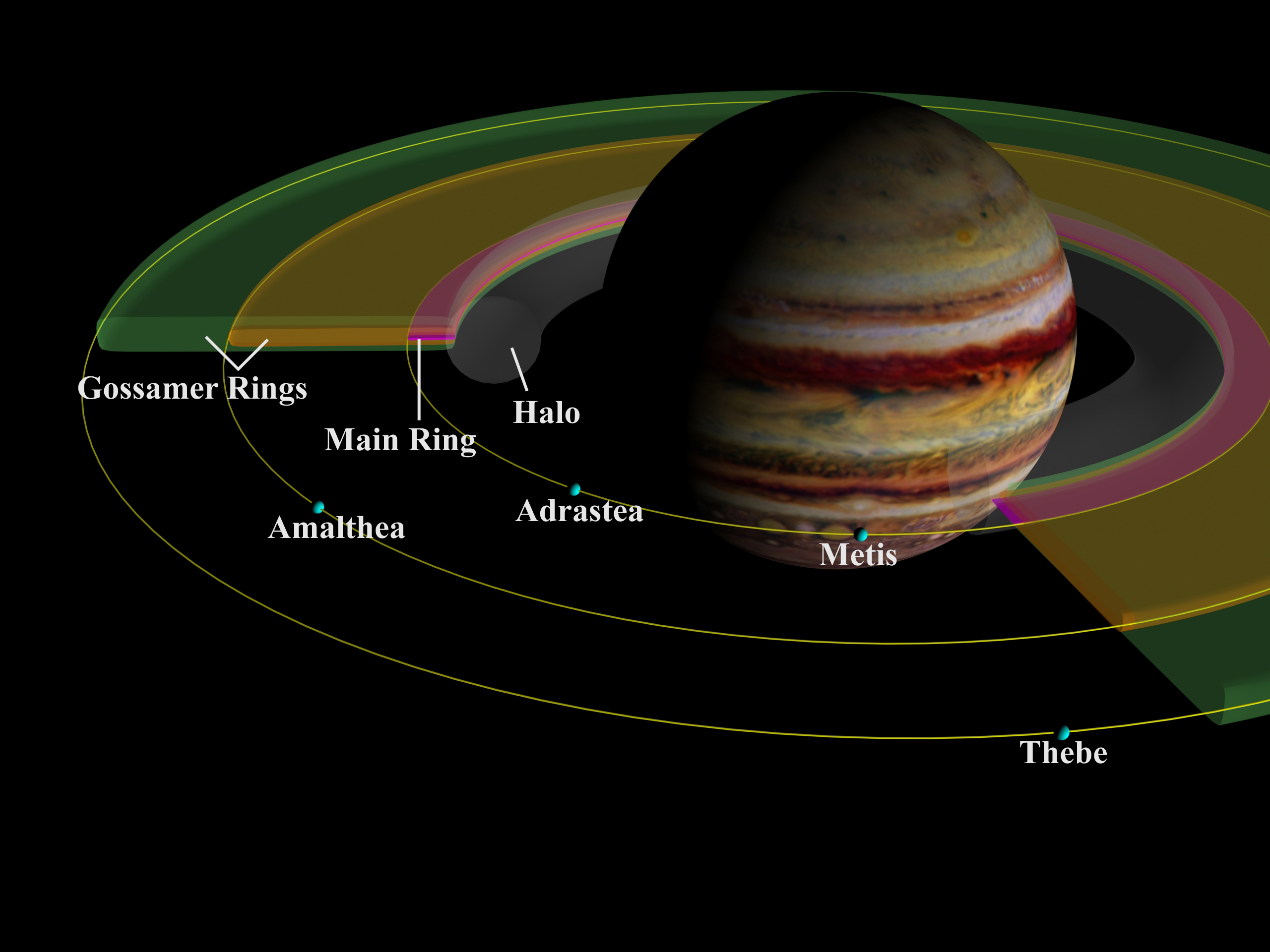
حلقه‌های مشتری و ماهک‌های درون‌حلقه‌ای امالیتا هیمالیا متیس و ادرستا

دانشمندان دانشگاه مریلند، کالج پارک و انجمن ماکس پلانک راز دیرین، شوند (علت) ناهنجاری‌های حلقه‌های نازک مشتری را دریافته‌اند. در پژوهش چاپ شده در نسخهٔ ۱۲ اردیبهشت مجلهٔ نیچر دانشمندان، گسترش اندک بیرونی‌ترین حلقه به خارج از مدار تبه، یکی از قمرهای مشتری، را گزارش دادند و دیگر دانشمندان، انحراف‌هایی را در مدل پذیرفته شده شکل‌گیری حلقه‌ها مشاهده کردند؛ بنابراین مدل، از برهمکنش سایه و نور خورشید بر روی ذرات غبار، حلقه‌ها ساخته می‌شوند. داگلاس هامیلتون، استاد ستاره‌شناسی دانشگاه مریلند، کالج پارک گفت: «معلوم می‌شود که محدودهٔ افزایش حلقهٔ بیرونی و دیگر رفتارهای عجیب در حلقه‌های مشتری در هاله ابهامند.» «همچنان که حلقه‌ها به دور سیاره می‌چرخند، ذرات غبار داخل حلقه‌ها هنگام گذر از میان سایهٔ سیاره به‌طور متناوب بارگیری و تخلیه بار می‌شوند. میدان مغناطیسی پرقدرت سیاره بر این تغییرات منظم بارهای الکتریکی ذرات غبار اثر می‌گذارد. در نتیجه، ذرات کوچک غبار به خارج از مرز بیرونی حلقه مورد نظر سوق داده می‌شوند و حتی ذرات بسیار کوچک میل مداری یا جهت مداری خود را نسبت به سیاره تغییر می‌دهند.»
هامیلتون و هارالد کروگر، دستیار نویسندهٔ آلمانی مقاله برای نخستین بار اطلاعات برخوردی جدید در مورد اندازهٔ ذرات غبار و سرعت‌شان و جهت‌های مداری آن‌ها را که فضاپیمای گالیله در طول سفرش از حلقه‌های مشتری در سال‌های ۲۰۰۳–۲۰۰۲ میلادی دریافت کرده بود، مطالعه کردند. کروگر مجموعهٔ اطلاعات جدید را بررسی کرد و هامیلتون مدل‌های رایانه‌ای دقیقی را ایجاد کرد که با غبار و اطلاعات تصویری روی حلقه‌های مشتری هماهنگ بود و خروج از مرکز مشاهده شده را توضیح می‌داد. کروگر گفت: «با مدل خود می‌توانیم تمام ساختارهای ضروری حلقهٔ غباری مشاهده شده را توضیح دهیم.» بر طبق نظر هامیلتون، سازوکارهای مشخص شده در این مدل، حلقه‌های هر سیاره‌ای در هر منظومهٔ ستاره‌ای را تحت تأثیر قرار می‌دهد؛ ولی این اثرات ممکن است بدین گونه که در مشتری است، آشکار نشود. هامیلتون گفت: «ذرات یخی در حلقه‌های معروف کیوان خیلی بزرگ‌تر و سنگین‌تر از آن هستند که به‌طور قابل ملاحظه‌ای با این روند شکل گیرند. به همین دلیل ناهنجاری‌های مشابه در آن‌جا مشاهده نمی‌شود.» «یافته‌های ما بر طبق اثرات سایه ممکن است جنبه‌هایی از شکل‌گیری سیاره‌ای را روشن کند؛ زیرا ذرات غبار باردار باید به صورت توده‌های بزرگ‌تر ترکیب شوند تا این که در نهایت سیاره‌ها و ماه‌ها شکل گیرند.» غباری که حلقه‌های کم‌رنگ مشتری را تشکیل می‌دهد در زمانی که ذرات باقی‌مانده در فضا به صورت قمرهای داخلی کوچک به ترتیب از نزدیک‌ترین تا دورترین: آدراستیا، متیس، آمالتیا و تبه فروپاشی کردند، شکل گرفتند.
این غبار به صورت یک حلقهٔ اصلی، یک هالهٔ میانی و دو حلقهٔ کم‌رنگ‌تر با فاصلهٔ بیشتر مرتب شده است. حلقه‌ها بیشتر در مدارهای این چهار ماه محدود شده‌اند؛ ولی برجستگی اندک و آشکار گسترش غبار به سوی خارج از مدار تبه تا این زمان دانشمندان را شگفت زده کرده است.

## برخورد دنباله‌دار شومیکر-لوی ۹
در مارس ۱۹۹۳ سه ستاره‌شناس به نام‌های یوجین مرل شومیکر، کارولین شومیکر و دیوید لوی یک دنباله‌دار را نزدیک مشتری کشف کردند که بعدها «شومیکر-لوی ۹» نام گرفت. به علت گرانش مشتری، دنباله‌دار به سوی مشتری کشیده شد. هنگامی که دنباله‌دار کشف شد به ۲۱ تکه شکسته شده بود. احتمالاً هنگامی که به سیاره نزدیک شده بود در اثر گرانش سیاره متلاشی شده بود. محاسبه‌ها بر مبنای مکان و سرعت دنباله‌دار نشان دادند که در ژوئیهٔ ۱۹۹۴ تکه‌های دنباله‌دار با اتمسفر مشتری برخورد خواهند نمود. دانشمندان امیدوار بودند که اطلاعات زیادی از اثرات برخورد دنباله‌دار و سیاره به دست بیاورند. ستاره‌شناسان تلسکوپ‌های بزرگ و مهم روی زمین را در تاریخ پیش‌بینی شده به سوی مشتری نشانه‌روی کردند.
دانشمندان همچنین مشتری را به وسیلهٔ تلسکوپ فضایی هابل و فضاپیمای گالیله که در راه خود به سوی مشتری بود مشاهده می‌نمودند. تکه‌ها به پشت مشتری که از زمین و تلسکوپ هابل قابل مشاهده نبود برخورد نمودند. اما چرخش مشتری باعث شد که پس از نیم ساعت، اثر برخورد قابل مشاهد باشد. دانشمندان حدس می‌زدند که بزرگ‌ترین قطعه‌ها قطری برابر با۵/-۴ کیلومتر را داشته باشند.
برخورد به‌طور مستقیم توسط فضاپیمای گالیله که در فاصلهٔ ۲۴۰ میلیون کیلومتری سیاره قرار داشت، قابل مشاهده بود. اما به دلیل ریسک از کار افتادن دستگاه‌های فضاپیما و از دست دادن هدف اصلی مأموریت داده‌ها ثبت و ارسال نشدند. احتمالاً به علت فشار، و گرم و پخش شدن اتمسفر گازی سیاره، برخورد باعث انفجارهای عظیمی شد. اگر برخوردی اینچنینی با زمین رخ می‌داد در اثر گرد و غبار ناشی از ان و سرد شدن زمین احتمالاً زیست بر روی زمین از میان می‌رفت.

## مأموریت‌ها به مشتری

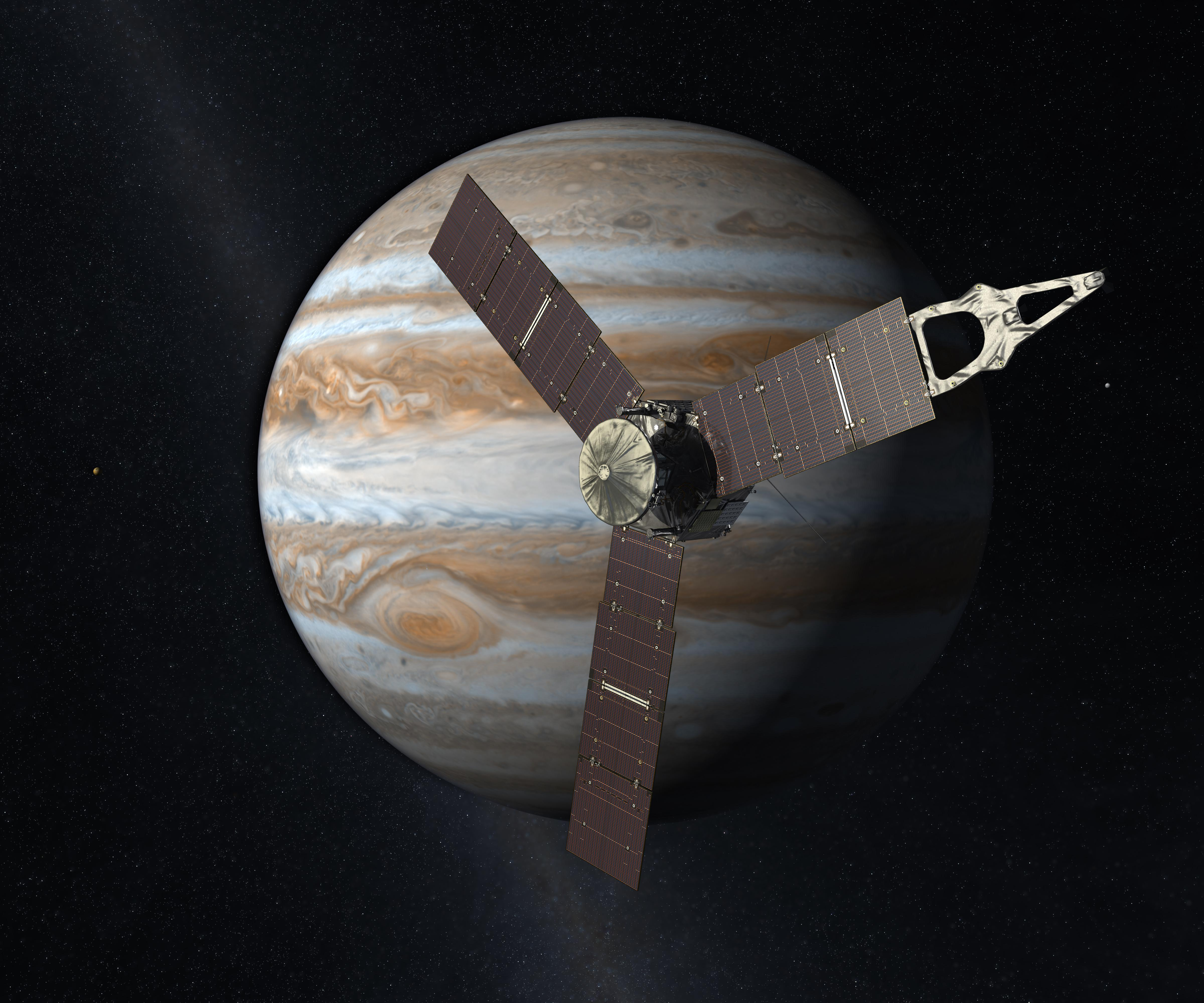
ماهواره جونو در مدار مشتری.

تاکنون چندین فضاپیمای سازمان‌های فضایی آمریکا و اروپا به مشتری سفر کرده یا از کنار آن گذشته‌اند:
۱. پایونیر ۱۰ (۱۹۷۳)
۲. پایونیر ۱۱ (۱۹۷۴)
۳. وویجر ۱ (۱۹۷۹)
۴. وویجر ۲ (۱۹۷۹)
۵. اولیس (۱۹۹۲ و ۲۰۰۴)
۶. گالیله (۱۹۹۵)
۷. کاسینی-هویگنس (۲۰۰۰)
۸. نیوهورایزنز (۲۰۰۷)
۹. جونو (۲۰۱۶)

## نام

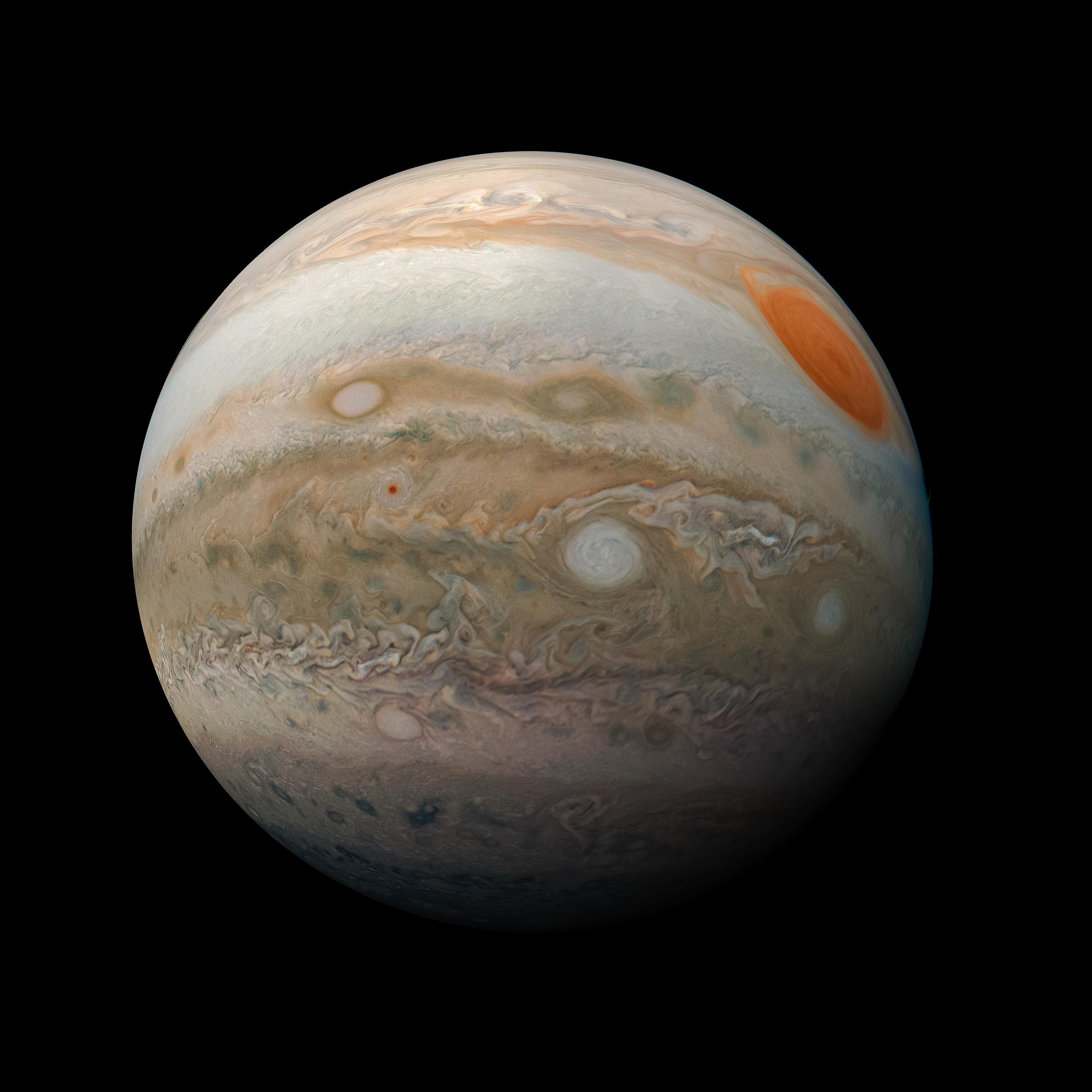
نگاره‌ای ثبت‌شده به تاریخ ۱۲ فوریه ۲۰۱۹ میلادی از سیارهٔ مُشتری که توسط فضاپیمای جونو ثبت گردیده است. لکه سرخ بزرگ در گوشهٔ شمالی سیاره، بزرگ‌ترین توفان عظیم چرخان در سطح سیارهٔ مشتری است.

نام سیاره‌های منظومهٔ شمسی در فارسی از اسطوره‌های ایرانی و در زبان‌های غربی از اسطوره‌های رومی و یونانی سرچشمه می‌گیرد. برای نام سیارهٔ مشتری چندین صورت نوشتاری وجود دارد؛ که به سبب تبدیل از شکل گفتاری به شکل نوشتاری ناشی شده است. در فارسی این شکل‌ها تغییر یافته اهورامزدا هستند. باید توجه شود که صورتی بیش از سایرین رایج بوده و هست همان شکل مشتری است.
فهرستی از نام‌ها را که برگرفته از لغت‌نامهٔ دهخدا: (نام‌های پایانی غیر فارسی هستند)
نام‌های فارسی:
- هُرمُز
- زاوش
- اهورامزدا
- هرمزد
- ارمزد
- برجیس
- مژدو آورسر
- مشتری

نام‌های عربی:
- هرمز (از فارسی)
- سعد اکبر
- منتهی الارب
- احور
- خطیب فلک
- قاضی فلک

نام‌های دیگر:
- زئوس: (زوس، زاوش، زواش، زوش): یونانی
- ژوپیتر: رومی (که خداوندان طبیعت هستند)
- برهسپت: هندی
- رووخسپی

## در ادبیات
رمان دنباله‌دار علمی تخیلی ادیسه، تألیف آرتور سی. کلارک طی دورهٔ سی و سه ساله ۱۹۶۴ تا ۱۹۹۷ در مورد چند سفر تخیلی به ماه‌های این سیاره تألیف شده است. این رمان از بزرگ‌ترین آثار علمی تخیلی جهان بوده و منشأ ساخت فیلم‌های سینمایی معروف از جمله ساختهٔ کلاسیک استنلی کوبریک بوده است.